# Carla Toscano de Balbín
Carla Toscano de Balbín, née le 14 novembre 1977, est une femme politique espagnole membre de Vox, un parti politique espagnol.

## Biographie
Lors des élections générales anticipées du 28 avril 2019, elle est élue députée au Congrès des députés pour la XIIIe législature  dans la circonscription de Madrid. Elle est réélue lors des élections générales anticipées du 10 novembre 2019 pour la XIVe législature.
Carla Toscano se décrit comme antiféministe.